# Leeudoringstad
Leeudoringstad este un oraș din Africa de Sud.